# Südlicher Wildapfel
Der Südliche Wildapfel (Malus angustifolia), auch Schmalblättriger Apfel(baum) genannt, ist eine Pflanzenart aus der Gattung der Äpfel (Malus) innerhalb der Familie der Rosengewächse (Rosaceae). Sie kommt von den östlichen bis zentralen USA von Norden bis Süden vor.

## Beschreibung

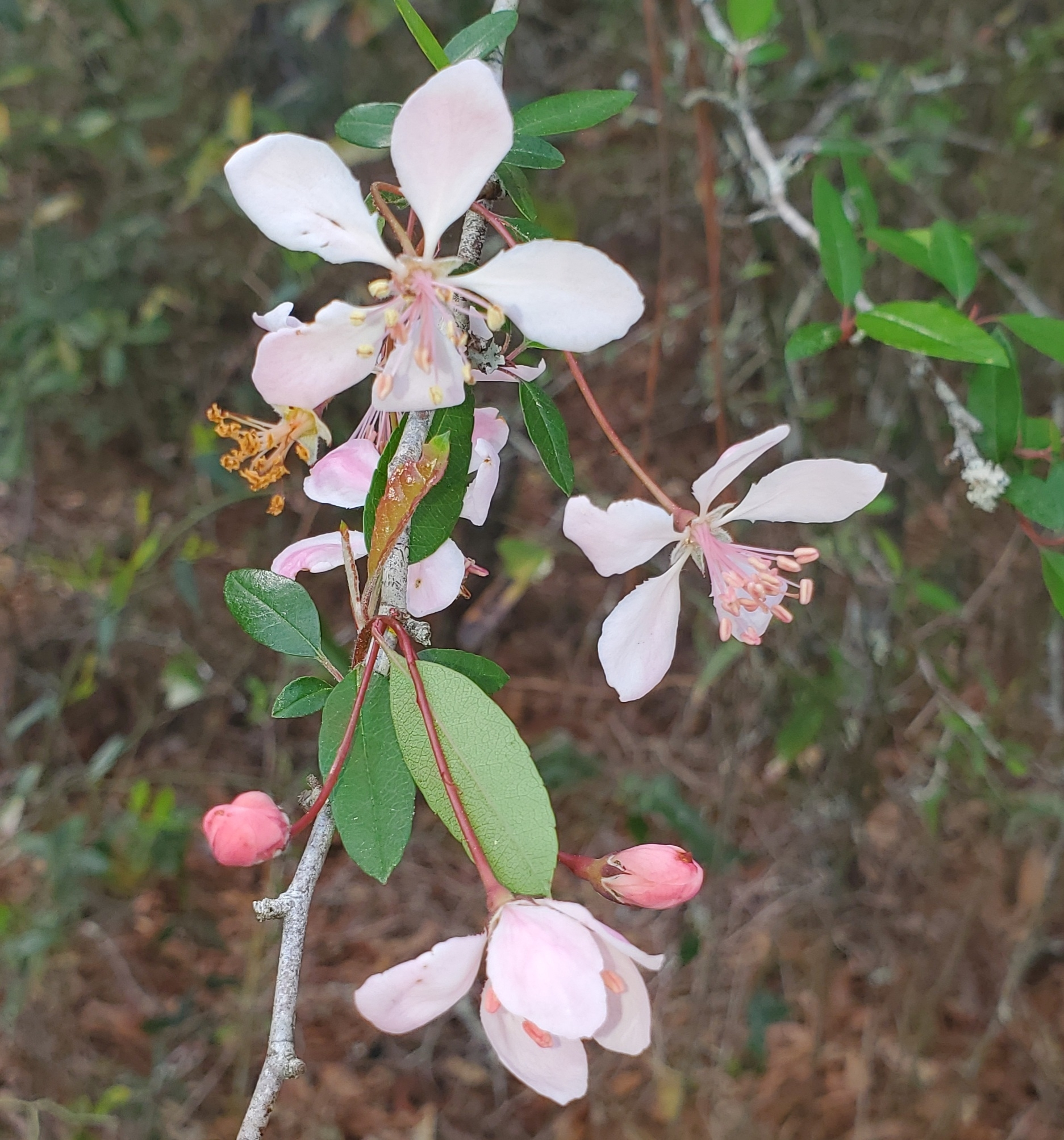
Blüten

### Vegetative Merkmale
Der Südliche Wildapfel wächst als laubabwerfender Baum oder manchmal als Strauch, der Wuchshöhen von 1 bis 5, selten bis zu 10 Metern erreicht. Der Stamm hat einen Durchmesser von 5 bis 25 Zentimetern. Die rötlich-bräunliche bis graue Borke ist schuppig bis abblätternd. Die Rinde der Zweige ist anfangs rötlich-braun und spärlich flaumig behaart; später ist sie grau bis gräulich-braun und verkahlt. Die rötlich-braunen Knospen sind bei einer Länge von etwa 1,6 Millimetern eiförmig und die Ränder der Knospenschuppen sind wollig behaart.
Die wechselständig angeordneten Laubblätter sind heteromorph und in Blattstiel sowie -spreite gegliedert. An den kräftigen Trieben sind die 10 bis meist 15 bis 25 Millimeter langen Blattstiele der Laubblätter zottig oder manchmal wollig behaart und ihre einfache oder manchmal gelappte Blattspreite ist bei einer Länge von meist 4 bis 6 (3,5 bis 8) Zentimetern sowie einer Breite von meist 3 bis 4 (1,5 bis 5) Zentimetern elliptisch, oval, eiförmig oder manchmal triangular-eiförmig mit keilförmiger oder manchmal gerundeter Basis und gerundetem, breit-spitzem oder manchmal bespitztem oberen Ende; ihr Rand ist ganz, gekerbt, gekerbt-gesägt oder manchmal doppelt-gesägt. An den Laubblättern der Blütentriebe sind die meist 3 bis 10, selten bis zu 25 Millimeter langen Blattstiele zottig behaart oder manchmal kahl und ihre einfache Blattspreite ist bei einer Länge von meist 15 bis 50 (9 bis 65) Millimetern sowie einer Breite von meist 10 bis 20 (7 bis 30) Millimetern elliptisch, länglich, eiförmig, verkehrt-eiförmig oder lanzettlich mit keilförmiger oder manchmal gerundeter Basis und meist gerundetem oberen Ende und glattem, gekerbtem bis gekerbt-gesägtem Rand. Bei beiden Blatttypen sind beide Blattseiten kahl und nur auf der Oberseite sind die Blattadern zottig behaart. Die früh abfallenden Nebenblätter sind bei einer Länge von 2 bis 4, selten bis zu 5 Millimetern linealisch-lanzettlich mit zugespitztem oberen Ende.

### Generative Merkmale
Es sind keine Blütenstandsschäfte vorhanden. Die schirmrispigen Blütenstände enthalten wenige Blüten. Die manchmal haltbaren Deckblätter sind bei einer Länge von meist 3 bis 4 (1 bis 6) Millimetern fadenförmig. Der meist 20 bis 30 (10 bis 40) Millimeter lange Blütenstiel ist kahl oder manchmal etwas zottig behaart.
Die relativ großen Blüten duften angenehm nach Veilchen. Die zwittrige Blüte ist bei einem Durchmesser von 20 bis 30 Millimetern radiärsymmetrisch und fünfzählig mit doppelter Blütenhülle. Der Blütenbecher (Hypanthium) ist kahl oder selten schwach zottig behaart. Die fünf Kelchblätter sind bei einer Länge von meist 3 bis 4 (2 bis 5) Millimetern dreieckig mit zugespitztem oberen Ende und innen wollig behaart sowie außen kahl. Die fünf rosafarbenen, manchmal nach weiß verblassenden Kronblätter sind selten 2 bis meist 3 Millimeter lang genagelt und bei einer Länge von meist 12 bis 16 (10 bis 22) Millimetern länglich bis schmal verkehrt-eiförmig. Es sind 20 Staubblätter vorhanden. Die fünf Griffel sind an ihrer Basis verwachsen und meist etwas länger als die Staubblätter.
Die grünen bis gelb-grünen, manchmal etwas rötlichen Apfelfrüchte haben einen Durchmesser von bis zu 3 Zentimetern, duften aromatisch und sind etwa rundlich.

### Chromosomensatz
Die Chromosomengrundzahl beträgt x = 17 und die Chromosomenzahl 2n = 34 oder selten 68.

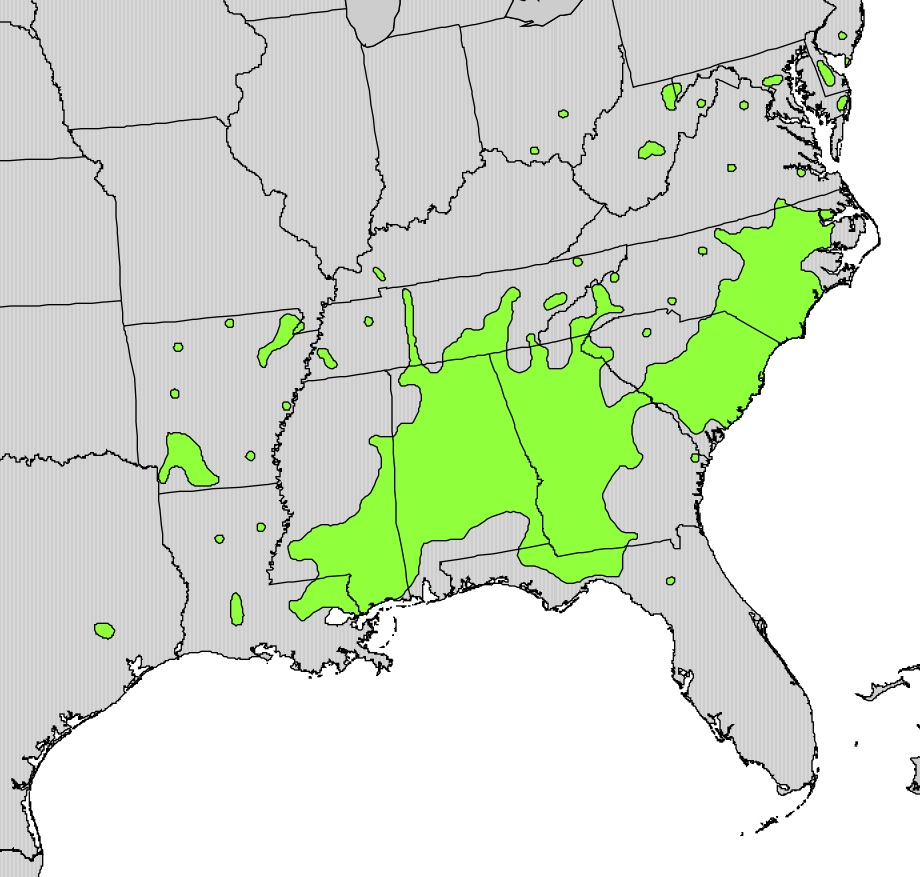
Verbreitungsgebiet

## Phänologie
In den Ursprungsgebieten in den USA reicht die Blütezeit von selten Februar, meist März bis Mai. Die Früchte reifen in den USA von August bis September.

## Vorkommen
Das Verbreitungsgebiet von Malus angustifolia reicht von den nordöstlichen und den nördlichen-zentralen bis zu den südöstlichen und den südlichen-zentralen USA. Es gibt Fundortangaben für das südliche New Jersey, südliche Ohio, West Virginia, südliche Illinois, Texas, Alabama, Arkansas, Delaware, Georgia, Kentucky, Louisiana, Maryland, Mississippi, North Carolina, South Carolina, Tennessee, Virginia sowie Florida.
Malus angustifolia  gedeiht auf sandigen und Lehmböden in Höhenlagen von 10 bis 700 Metern.

## Taxonomie
Die Erstveröffentlichung erfolgte 1789 unter dem Namen (Basionym) Pyrus angustifolia durch William Aiton in Hortus Kewensis; or, a catalogue ... 2, S. 176. Die Neukombination zu Malus angustifolia (Aiton) Michx. wurde 1803 durch André Michaux in Flora Boreali-Americana (Michaux), Volume 1, S. 292 veröffentlicht. Weitere Synonyme für Malus angustifolia (Aiton) Michx. sind: Malus coronaria var. angustifolia (Aiton) Ponomar., Malus coronaria var. angustifolia (Aiton) Likhonos, Pyrus angustifolia var. spinosa (Rehder) L.H.Bailey, Pyrus coronaria var. angustifolia (Aiton) Wenz.

## Verwendung
Obwohl die Früchte adstringierend, sauer und im rohen Zustand ungenießbar sind, können sie zur Herstellung von Gelees, Marmeladen und Konserven verwendet werden.
Malus angustifolia wird auch als Zierpflanze verwendet.